# Pachyplectron arifolium
Pachyplectron arifolium är en orkidéart som beskrevs av Rudolf Schlechter. Pachyplectron arifolium ingår i släktet Pachyplectron och familjen orkidéer.
Artens utbredningsområde är Nya Kaledonien. Inga underarter finns listade i Catalogue of Life.